# گمینا کامینگتس زانبکوویتسکی
گمینا کامینگتس زانبکوویتسکی (به لهستانی:  Gmina Kamieniec Ząbkowicki) یک گمینا در لهستان است که در شهرستان زانبکوویتسه شلانسکیه واقع شده‌است. گمینا کامینگتس زانبکوویتسکی ۹۶٫۲۴ کیلومتر مربع مساحت و ۸٬۷۳۱ نفر جمعیت دارد.